# Wast Water
Wast Water – jezioro w północno-zachodniej części Anglii w Wielkiej Brytanii położone na terenie Parku Narodowego Lake District w Krainie Jezior. Jego długość wynosi 4,6 km, a szerokość dochodzi do 600 metrów. Jest najgłębszym jeziorem w Anglii, jego głębokość dochodzi do 79 metrów.

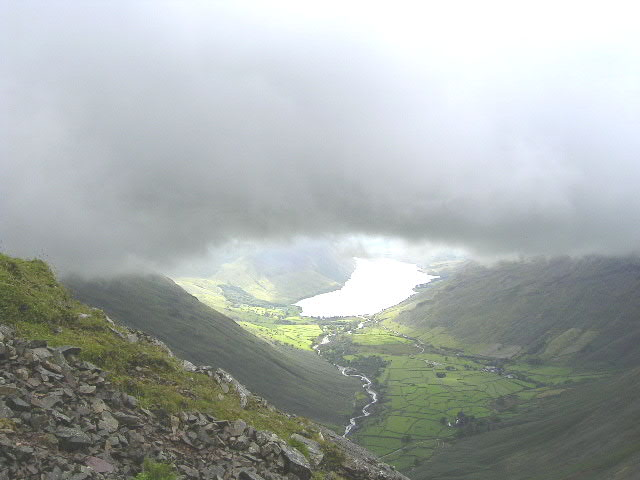
Widok na jezioro ze szczytu Great Gable

Znajdujące się w dolinie jezioro jest na wysokości 61 m n.p.m., jest pochodzenia polodowcowego. Otaczają je granitowe góry, Great Gable (899 m n.p.m.), Illgill Head (609 m n.p.m.), Whin Rigg (535 m n.p.m.) i najwyższy szczyt w Anglii Scafell Pike (978 m n.p.m.). Woda odprowadzana jest przez rzekę River Irt do Morza Irlandzkiego w pobliżu miejscowości Ravenglass.
Jezioro i otoczenie jest częstym miejscem pieszych wędrówek. W 2007 roku teren ten został wybrany jako "Ulubiony Widok Wielkiej Brytanii"
Mała wioska Wasdale Head stała się ulubionym miejscem i bazą dla miłośników wspinaczek górskich. Jednym z pionierów był Walter Parry Haskett Smith zwany "ojcem brytyjskiej wspinaczki", który w wiejskim zajeździe Williama Ritsona odnotowywał wspinaczki w księdze gości.